# Bárbara Rocío Comba
Bárbara Rocío Comba (Río Tercero, Córdoba, 14 de julio de 1987) es una lanzadora de disco y de bala argentina. Cuenta con récords nacionales en ambas categorías: 62.77 metros en lanzamiento de disco y 16.59 metros en lanzamiento de bala. Representó a su país en tres Juegos Olímpicos de Verano: Beijing 2008, Londres 2012 y Río de Janeiro 2016. Se retiró oficialmente del atletismo el día 23 de abril de 2018 debido a inconvenientes físicos que le impedían realizar entrenamientos de alto nivel. Por esta razón dejó atrás 21 años de carrera. 

## Carrera
Rocío pasó desde pequeña por varios deportes, tales como patín, vóley, salto alto, salto largo y el mismo lanzamiento. Sus inicios en el atletismo fueron en la escuela Municipal de Atletismo de Río Tercero. Fue hasta los 14 años que se decidió por hacer carrera en el lanzamiento, iniciando con el de bala. Cuando empezó a despegar en el lanzamiento de disco, tuvo una propuesta en Estados Unidos para estudiar y entrenar en una universidad del país norteamericano.[cita requerida] Aunque desistió para seguir trabajando con su entrenador, Daniel Manfredi, con quien entrena desde que Rocío tenía 9 años.
Su primera representación internacional fue en el Campeonato Sudamericano Sub-18 el año 2002 en Paraguay, Rocío solo tenía 15 años por lo que calificaba como cadete. En aquella competencia realizada en el Complejo Nacional de Deportes en Asunción, consiguió el tercer lugar y por ende, la medalla de bronce en lanzamiento de disco. Por otro lado, en el lanzamiento de bala, finalizó en la octava posición.
El potencial de Comba se notó desde muy joven, a sus 17 años, rompió el récord argentino y sudamericano en lanzamiento de bala, consiguiendo una distancia de 15.07 metros en los Juegos Binacionales de Integración Andina realizados en Santiago de Chile el año 2004. A lo largo de su carrera, ha participado en un total de tres juegos olímpicos: Beijing 2008, Londres 2012 y Río 2016, en todos, fue en lanzamiento de disco. 

## El primer oro
Consiguió sus primeras medallas de oro en el Campeonato Sudamericano de Atletismo Sub-18 disputado en Guayaquil en el año 2004. En el lanzamiento de bala logró una marca de 14,65 metros, dejando con la medalla de plata a la chilena Natalia Ducó (12,64) y con la presea de bronce a la brasileña Viviani Da Silva (12,10). Por otra parte, en el lanzamiento de disco se adjudicó la medalla de oro con una marca de 43,30 metros. La medalla de plata fue para la panameña Aixa Middleton (39,17) y la de bronce para su compatriota, Noelia Brezzo (38,98).

## Beijing 2008
El 11 de mayo de 2008, Rocío consiguió su primera aparición en el campeonato mundial a lo largo de su carrera, los Juegos Olímpicos de Beijing 2008. Con 21 años, Comba se logró clasificar en el meeting disputado en Uberlandia. La cordobesa hizo una marca de 59,86 metros, superando el récord argentino y clasificando a sus primeras olimpiadas. En ese mismo escenario, Comba terminó tercera por detrás de las cubanas Yarelis Barrios (63,64) y Yania Ferrales (62,21).
El 16 de agosto de 2012, Rocío hizo su debut oficial  en el Estadio Nacional de Pekín. Su mejor lanzamiento marcó un 51,36 metros de distancia, quedando eliminada en la fase de clasificación en el puesto N°36, lejos de las marcas de las medallas, que fueron para la estadounidense Stephanie Brown Trafton (62,77), la rumana Nicoleta Grasu (62,51) y la bielorrusa Iryna Yatchenko (62,26).
Con esta participación, Rocío se transformó en la atleta cordobesa N°132 en participar en la máxima cita deportiva.

## Londres 2012
El 3 de agosto de 2012, Comba se presentó en los Juegos Olímpicos de Londres 2012. Ya con 25 años, llegó al Estadio Olímpico de Londres con una mayor experiencia, y eso se notó. A diferencia de Beijing 2008, no falló ninguno de sus 4 lanzamientos y logró una marca de 58,98 metros, que la ubicó en el puesto N° 25, lejos de clasificar a las finales. En esta ocasión, la medalla de oro fue para la cubana Yarelys Barrios (65,94), la medalla de plata para la alemana Nadine Müller (65,89) y el bronce para la croata Sandra Perkovic (65,74).

## Río de Janeiro 2016
En mayo de 2015, un año antes de la cita en tierras brasileñas, Comba consiguió la marca mínima para clasificar a los Juegos Olímpicos de Río de Janeiro 2016, lo logró compitiendo en su natal Río Tercero. Ya en la cita olímpica, la cordobesa se presentó el 15 de agosto de 2016, consiguiendo una marca de 54,44 metros, y terminó las clasificatorias en el puesto N°27. Este año, la medalla de oro fue para la cubana Yaimé Pérez (65,38), la plata para la china Su Xinyue (65,14) y la presea de bronce para la croata Sandra Perkovic (64,81).
Estos fueron los últimos juegos olímpicos para Comba. 

## Principales logros
- Medalla de oro en disco y medalla de oro en bala del Campeonato Sudamericano de Menores 2004
- Medalla de bronce en disco del Campeonato Panamericano Junior de Miami 2005
- Medalla de plata en disco de los Juegos Sudamericanos de Buenos Aires 2006
- Medalla de oro en disco del Campeonato Iberoamericano de Iquique 2008
- Medalla de plata en disco de los Juegos Sudamericanos de Santiago 2014